# Micul Buddha
Micul Buddha (în engleză Little Buddha) este un film din 1994, regizat de regizorul italian Bernardo Bertolucci și avându-i în rolurile principale pe Bridget Fonda și Keanu Reeves. Produs de partenerul obișnuit al lui Bertolucci, producătorul britanic Jeremy Thomas, el a marcat reîntoarcerea echipei către Orient după Ultimul împărat.

## Rezumat
Micul Buddha este o poveste despre un grup de călugări budiști, condus de Lama Norbu (Ruocheng Ying), care caută copilul în care s-a reîncarnat marele său învățător budist Lama Dorje (Geshe Tsultim Gyeltsen). Lama Norbu și colegii săi călugări cred că au găsit un candidat pentru reîncarnarea lui Dorje în persoana unui băiat pe nume Jesse Conrad (Alex Wiesendanger) din Seattle. În timp ce Jesse este fascinat de călugări și de modul lor de viață, părinții lui, Dean (Chris Isaak) și Lisa (Bridget Fonda), se tem, iar temerea lor se transformă aproape în ostilitate atunci când Norbu îi anunță că și-ar dori să-l ia pe Jesse cu el la Bhutan pentru a fi testat. Tatăl lui Jesse își schimbă opinia, cu toate acestea, după ce unul dintre prietenii săi apropiați se sinucide, părând să realizeze că ar putea exista mai mult în viață decât muncă și bani. Apoi, el decide să meargă în Bhutan, împreună cu fiul său. În Nepal, ei se întâlnesc cu doi copii care sunt și ei candidați, Raju (Rajuh Lal) și Gita (Greishma Makar Singh).
În film, Lama Norbu se referă la povestea vieții lui Buddha, care este o linie de acțiune din film. În această reprezentare, un prinț hindus numit Siddhartha (Keanu Reeves) începe o călătorie pentru a obține o mai mare conștientizare. Pe măsură ce progresează, el învață adevăruri profunde despre natura vieții, conștiință și realitate. În cele din urmă, el se luptă cu Mara (un demon care reprezintă ego-ul), care încearcă în mod repetat să-l abată și să-l distrugă pe Siddhartha. Printr-o concentrare detașată de lume și prin realizarea în final a naturii iluzorii a ego-ului său, Siddhartha atinge iluminarea.
În final, se constată că toți cei trei copiii sunt reîncarnări ale lui Lama Dorje, manifestări distincte ale corpului său (Raju), ale vorbirii (Gita) și ale minții (Jesse). Are loc o ceremonie și tatăl lui Jesse află lucruri legate de budism. Reîncarnarea lui Lama Dorje reprezintă cele mai importante trei aspecte ale vieții. După ce și-a dus sarcina la bun sfârșit, Lama Norbu intră într-o stare profundă de meditație și moare din propria voință. După ce începe ceremonia funerară, Lama Norbu vorbește copiilor, aparent dintr-un plan mai înalt, spunându-le să aibă compasiune. Chiar înainte de rularea genericului de final, copiii sunt văzuți aruncând cenușa lui în diferite locuri.
La sfârșitul genericului de final, mandala de nisip, care a fost văzută în procesul de realizare în timpul filmului, este distrusă cu o lovitură rapidă.

## Distribuție
- Keanu Reeves - Siddhartha
- Ruocheng Ying -  Lama Norbu
- Chris Isaak - Dean Conrad
- Bridget Fonda - Lisa Conrad
- Alex Wiesendanger - Jesse Conrad
- Raju Lal - Raju
- Greishma Makar Singh - Gita
- Sogyal Rinpoché - Kenpo Tenzin
- Khyongla Rato Rinpoché - starețul
- Geshe Tsultim Gyelsen - Lama Dorje
- Jo Champa - Maria
- Jigme Kunsang - Champa

## Producție

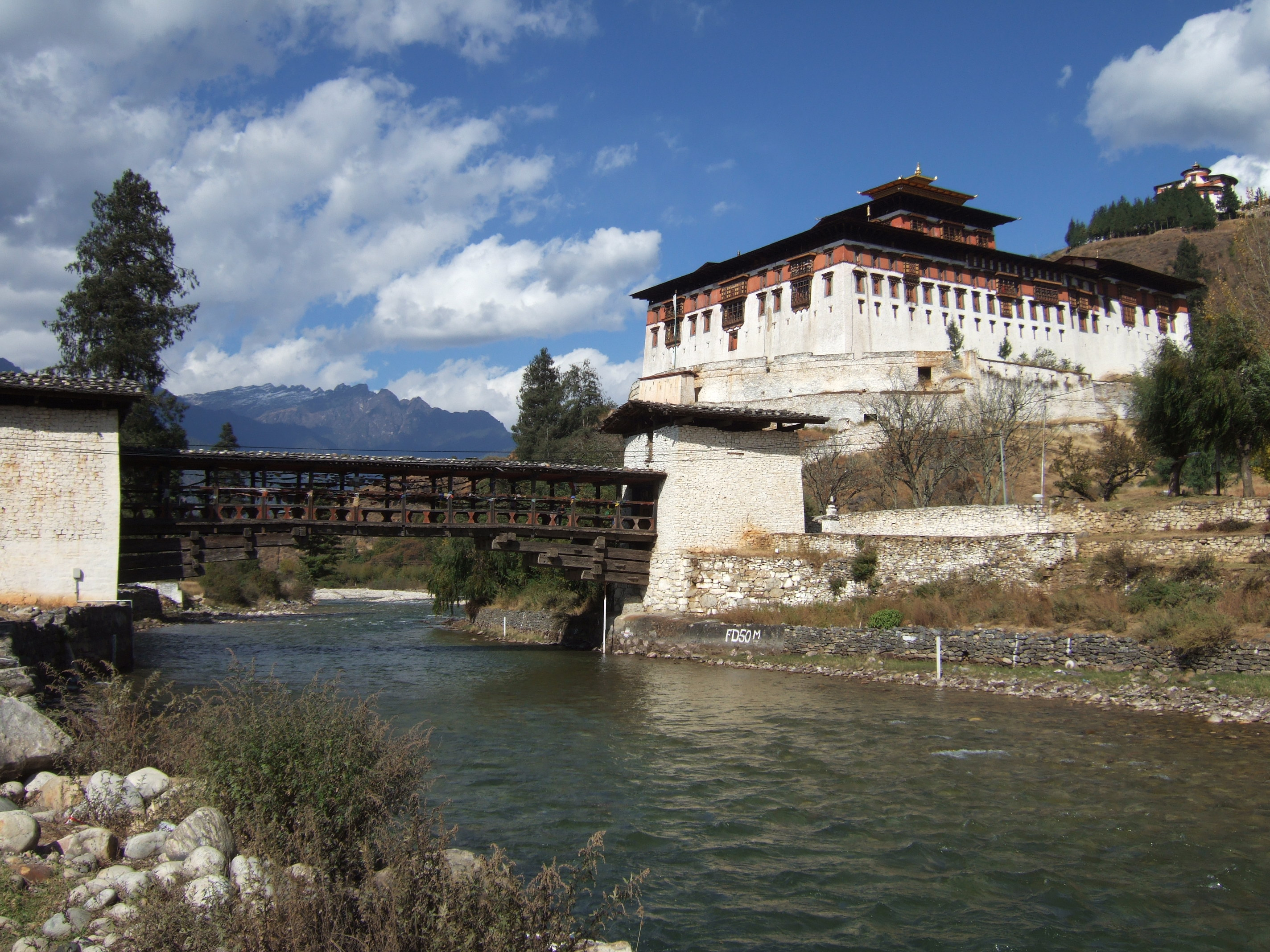
Mănăstirea budistă Rinpung Dzong din districtul Paro (Bhutan), loc al filmărilor.

Scenele de flashback cu Buddha din Micul Buddha au fost filmate pe peliculă Todd-AO de 65 mm de către operatorul Vittorio Storaro. Restul filmului a fost filmat pe o peliculă anamorfică Technovision de 35 mm.
Jeremy Thomas a rememorat mai târziu cum a decurs producția filmului:
„A existat un interes față de povestea lui Siddhartha și față de ce reprezintă budismul tibetan în societatea occidentală, după expulzarea din Tibet. A fost un film foarte ambițios și a fost filmat în mare măsură în Kathmandu și în locații din Bhutan. Nu ați putea filma în Nepal în prezent, din păcate, pentru că este undeva în afara hartei locațiior de filmare. Și Bhutanul, a fost o bucurie să filmăm în Bhutan... Dar ca și multe lucruri, atunci când te uiți înapoi, să încerci să promovezi un film despre budism ca o poveste epică este, poate, un lucru greu.”
Thomas și-a format o relație cu lama budist tibetan din Bhutan Dzongsar Jamyang Khyentse Rinpoche, care a fost consilier al filmului și a continuat să-l ajute să facă mai multe filme precum The Cup (1999) și Travelers and Magicians (2003).
În afară de Kathmandu, o altă proeminentă locație din Nepal folosită în film a fost orașul Bhaktapur.

## Coloană sonoră
Coloana sonoră a filmului a fost compusă în întregime de pianistul japonez Ryuichi Sakamoto.
Lista cântecelor
Toate melodiile sunt compuse de Sakamoto.
1. "Main Theme" 2:50
2. "Opening Titles" 1:47
3. "The First Meeting" 1:50
4. "Raga Kirvani" 1:28
5. "Nepalese Caravan" 3:01
6. "Victory" 1:45
7. "Faraway Song" 3:18
8. "Red Dust" 4:38
9. "River Ashes" 2:25
10. "Exodus" 2:33
11. "Evan's Funeral" 4:28
12. "The Middle Way" 1:50
13. "Shruti Sadolikar - Raga Naiki Kanhra - The Trial" 5:25
14. "Enlightenment" 4:28
15. "The Reincarnation" 1:52
16. "Gompa - Heart Sutra"	2:38
17. "Acceptance - End Credits" 8:57

## Interpretarea unor roluri de către lama tibetani
Sogyal Rinpoche și Dzongsar Jamyang Khyentse Rinpoche — amândoi învățători tibetani identificați ca lama reîncarnați sau tulku — apar în film. Sogyal Rinpoche interpretează în secvențele de început rolul lui Khenpo Tenzin, iar Khyentse Rinpoche apare aproape de final când Lama Norbu este văzut meditând în timpul nopții. Khyentse Rinpoche a servit pe post de consultant al lui Bertolucci pentru acest film. Într-un documentar ulterior despre Khyentse Rinpoche intitulat Words of my Perfect Teacher, rolul său în film este discutat prin intermediul unui scurt interviu cu Bertolucci.
Venerabilul Khyongla Rato Rinpoche îl interpretează pe starețul mănăstirii.

## Recepție
Filmul a primit recenzii mixte și a avut doar un succes moderat la box office. El a fost nominalizat pentru un premiu Zmeura de Aur, pentru cel mai prost actor (Chris Isaak)